# Пробковая моль
Про́бковая моль (лат. Nemapogon cloacella) — вид чешуекрылых из семейства настоящих молей (Tineidae). Бабочки желтовато-серого, светло-серого или серо-коричневого цвета в тёмных пятнах и разводах. Вид встречается в широколиственных лесах Евразии. Гусеницы питаются гнилой древесиной и трутовыми грибами. Насекомое известно как вредитель на винодельческих предприятиях и складах продовольствия. В природе в течение года развивается два, а в помещениях — три поколения.

## Описание

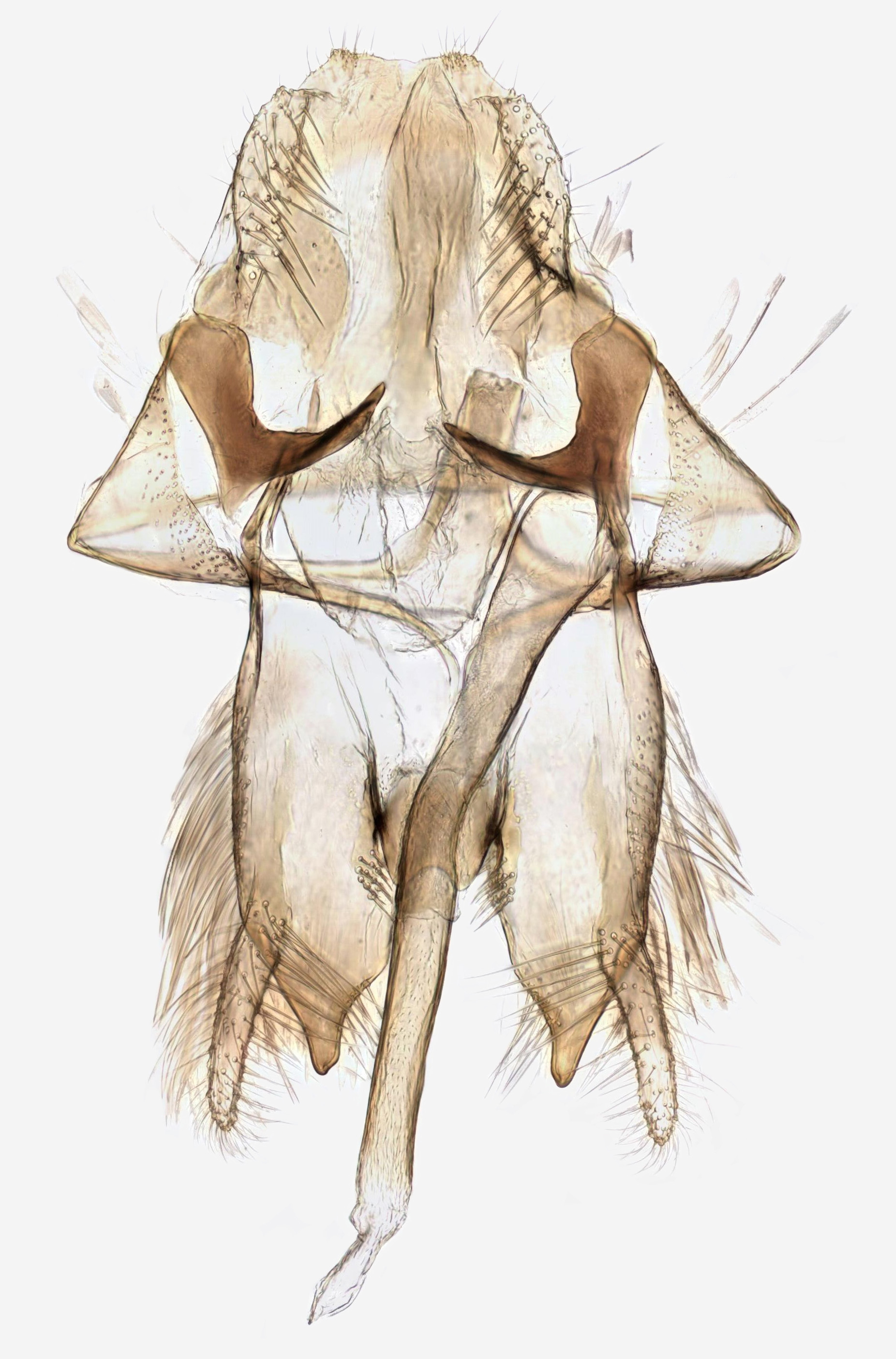
Копулятивные органы самца пробковой моли

Волоски на голове бабочек — от светло-жёлтых до желтовато-коричневых; на затылке имеется пучок коричнево-серых чешуек. Усики коричнево-серые. Хоботок редуцирован. Губные щупики направлены вперёд, сверху они имеют желтовато-серую окраску, снизу — светло-жёлтую. Челюстные щупики желтовато-серые, блестящие. Спинная сторона груди коричневая. Тегулы коричневые с желтоватыми вершинами. Размах крыльев — от 10 до 18 мм. Задние крылья на конце заострённые. Длина волосков, образующих бахрому по заднему краю задних крыльев, равна ширине крыла. Окраска передних крыльев желтовато-серая в тёмных пятнах и разводах. Субкостальная жилка (вторая от переднего края крыла жилка) на передних крыльях вливается около середины переднего края. На переднем крае имеются 7—8 пятен. Около вершины радиокубитальной ячейки расположено белое пятно. Задние крылья светло-серые или серо-коричневые, их вершина загибается назад. Субкостальная жилка на задних крыльях впадает в край крыла в его последней четверти.
Вершина вальв самца изогнутая и слабо заострённая, их длина в 2,5 раза больше ширины. Ункус — с острой вершиной, эдеагус несколько длиннее вальв. Яйцеклад в 2,3 раза длиннее седьмого сегмента брюшка.
Близкими видами являются Nemapogon wolffiella, Nemapogon granella и Nemapogon variatella, от которых Nemapogon cloacella отличается деталями строения копулятивного аппарата.
Длина взрослых гусениц — около 10 мм. Голова гусеницы блестящая, коричневая, с шестью парами глазков. Затылок — более тёмный. Щитки на переднегрудных и анальных сегментах слабо выражены. Брюшные ноги — с венцом из 10—17 крючков.
Куколка бурого цвета. На тергитах брюшка располагаются два поперечных ряда шипиков. На кремастере (конце брюшка, которым куколка прикрепляется к субстрату) расположены два больших шипика, направленных вперёд и наружу.
Яйца овальные, желтовато-белые.

## Биология
Вид встречаются преимущественно в старовозрастных широколиственных (преимущественно дубовых) лесах. В бореальной зоне Европы и Западной Сибири имаго летает в сумерках с середины июня по конец июля. В южной части ареала могут развиваться два поколения, первое вылетает в конце мая, второе заканчивает лёт в августе. В складских помещениях могут развиваться до трёх поколений. В Великобритании летают с марта по сентябрь. Имаго не питаются. Самцы могут образовывать скопления до ста особей вокруг одной самки. Самки откладывают до ста яиц, приклеивая по одному или два к субстрату. Развитие в яйце продолжается до двух недель.
Личинки развиваются во влажной гнилой древесине, на трутовых грибах и на коре живых и мёртвых древесных растений (осин, осокорей и дубов). Из грибов отмечены на трутовике серно-жёлтом, ложном дубовом трутовике, лучистом трутовике, дубовой губке, бьеркандере опалённой, трутовике окаймлённом, трутовике плоском, феолусе Швейница, траметесе горбатом, Fomitiporia punctata, Fomitiporia robusta, Hapalopilus croceus, Heterobasidion parviporum, Porodaedalea pini, Daldinia concentrica. После завершения развития гусеница выбирается по проделанным ею ходам ближе к поверхности пищевого субстрата, после чего окукливается. Может поселяться в стенках колодцев, деревянных бочках и пчелиных ульях. Известны случаи развития гусениц в старых гнёздах ос Vespula germanica и Vespula vulgaris. Зимуют обычно на стадии личинки последнего возраста. В жилых помещениях и в цехах предприятий пищевой промышленности может встречаться и в зимнее время года. Иногда даёт вспышки численности.
Естественными врагами пробковой моли являются паразитические перепончатокрылые (Lissonota accusator, Apanteles decolor, Meteorus ruficeps, Conomorium patulum) и тахина Elodia ambulatoria.

## Хозяйственное значение
Может выедать стыки между досками винных бочек и винные пробки, что может вызвать выход газов и вытекание вина. На продуктовых складах вредит запасам сушёных овощей, фруктов и грибов, уничтожает и загрязняет экскрементами зерно, муку, крупы, кондитерские товары. Склады, заражённые молью, должны пройти тщательную физическую и химическую дезинсекцию. Повреждённая продукция либо уничтожается, либо скармливается скоту после термической обработки.
Для интегрированной борьбы с вредителями винных погребов рекомендуют использовать пиретроидные инсектициды. Для предотвращения повреждения винных пробок рекомендуется закрывать их пластиковыми капсулами, а пробки перед закупоркой обрабатывать фунгицидами, чтобы предотвратить рост плесневых грибов, которыми питаются личинки насекомых. Для отлова взрослых особей используются винные, световые и феромонные ловушки.

## Распространение
Ареал моли охватывает Северную Африку, многие регионы Евразии (Западная Европа и Европейская часть России, Кавказ, Малая Азия, Казахстан, Индия, Сибирь, Япония), а также Канаду.